# Sybille Schmitz
Pour les articles homonymes, voir Schmitz.
Sybille Schmitz (Düren, 2 décembre 1909 - Munich, 13 avril 1955) est une actrice allemande.
Ses apparitions les plus notables comprennent les films Le Journal d'une fille perdue (1929), de Georg Wilhelm Pabst, Vampyr (1932) de Carl Theodor Dreyer et la superproduction Titanic tournée dans l'Allemagne de 1943.
Les dernières années de sa vie ont inspiré le film de Rainer Werner Fassbinder Le Secret de Veronika Voss.

## Biographie
Sybille Schmitz grandit à Cologne où elle va à l'école, puis prend des cours de théâtre. Son premier engagement a lieu en 1927 au Deutsches Theater de Berlin auprès de Max Reinhardt. Elle commence ensuite sa carrière cinématographique, jouant notamment dans Polizeibericht Überfall d'Ernő Metzner (1928), dans Vampyr (1932), F.P.1 antwortet nich (1932), où elle joue son premier rôle d'importance, Der Herr der Welt (1934), Abschiedswalzer (1934), Ein idealer Gatte (1935), Die Umwege des schönen Karl, Tanz auf dem Vulkan (1938) de Hans Steinhoff, Die Frau ohne Vergangenheit (1939) et surtout Titanic (1943).
Elle est considérée comme une des plus belles actrices allemandes des années 1930.
Elle épouse en 1940 le scénariste Harald G. Petersson (1904-1977) dont elle divorce en 1945. Elle ne parvient pas après la guerre à retrouver de grands rôles, car elle est écartée des studios par la nouvelle génération et les autorités d'occupation, à cause de sa carrière sous le Troisième Reich. Elle sombre dans l'alcool et la dépression et fait plusieurs tentatives de suicide et des séjours en maisons de repos.
Sa dernière apparition au cinéma date de 1953 dans Das Haus an der Küste.
Elle se suicide le 13 avril 1955, par absorption massive de somnifères. Elle est enterrée au cimetière de l'Est (Ostfriedhof) de Munich.

## Films les plus marquants

### Le Journal d'une fille perdue
Dans ce film muet avec Louise Brooks, Sybille Schmitz tient le rôle d'Elisabeth, la jeune femme de ménage qui doit quitter le domicile.

### Vampyr
Dans le film Vampyr, elle est la seule actrice professionnelle, avec Maurice Schutz, qui interprète le rôle du châtelain donc elle joue la fille Leone.
Son regard et son expression intenses offrent au film une de ses scènes marquantes.

### Titanic
Le film Titanic, voulu comme un film de propagande anti-britannique (montrer que le drame du Titanic était lié à la cupidité de ses propriétaires britanniques), a subi un tournage mouvementé : son réalisateur, arrêté sous le motif de comportement antipatriotique à la suite d'une dispute avec le scénariste, est retrouvé pendu dans sa cellule ; nombreux sont ceux, suivant l'historien David Stewart Hull, qui considèrent que le suicide n'est que la couverture d'une exécution. Le tournage ne reprend que sous la menace de Joseph Goebbels. Il interdira ensuite sa projection en Allemagne. Le film est en revanche projeté à Paris, Stockholm et Florence le 10 novembre 1943, puis aux Pays-Bas. Il sera ensuite projeté en Allemagne de l'Ouest de décembre 1949 à mars 1950, puis en Allemagne de l'Est dans les années 1950. Si le film a généralement été perçu comme mauvais, certains éléments sont reconnus pour leur qualité et, en particulier, le rôle de Sybille Schmitz est apprécié, notamment son apparition dans le Grand Escalier que le magazine Hull qualifie de « plus grande apparition du cinéma ». Sybille Schmitz y joue le rôle d'une Danoise, Sigrid Olinsky, qui tombe sous le charme de l'officier Petersen, interprété par Hans Nielsen. Elle aide l'officier à organiser le sauvetage des passagers et ne se décide à monter à bord de l'un des derniers canots que lorsque celui-ci le lui ordonne, et ce dernier lui laisse sa vareuse en signe ultime de son amour en pensant ne plus jamais la revoir … en effet, pour l'équipage resté à bord, il ne reste ni canots, ni gilets de sauvetage. Néanmoins, plus tard, après avoir délivré une fillette enfermée dans sa cabine, Petersen se jette à l'eau avec l'enfant et parvient à nager jusqu'au canot où se trouve Sigrid.

## Filmographie partielle
- 1928 : Polizeibericht Überfall
- 1928 : Vampyr (Vampyr - Der Traum des Allan Grey), de Carl Theodor Dreyer
- 1929 : Le Journal d'une fille perdue (Tagebuch einer Verlorenen), de Georg Wilhelm Pabst
- 1932 : F.P.1 antwortet nicht
- 1933 : Rivalen der Luft
- 1934 : Musik im Blut
- 1934 : Oberwachtmeister Schwenke
- 1934 : Der Herr der Welt
- 1934 : Abschiedswalzer
- 1935 : Punks kommt aus Amerika
- 1935 : Stradivari
- 1935 : Wenn die Musik nicht wär/Das Lied der Liegbe
- 1935 : Ich war Jack Mortimer
- 1935 : Ein idealer Gatte
- 1936 : Fährmann Maria
- 1936 : Die Leuchter des Kaisers
- 1936 : Die Unbekannte
- 1937 : Die Kronzeugin
- 1937 : Die Umwege des schönen Karl
- 1937 : Signal in der Nacht
- 1938 : Les étoiles brillent (Es leuchten die Sterne), de Hans H. Zerlett
- 1938 : Tanz auf dem Vulkan
- 1939 : Hôtel Sacher d'Erich Engel
- 1939 : Die fremde Frau
- 1941 : Clarissa
- 1941 : Wetterleuchten um Barbara
- 1942 : Vom Schicksal verweht
- 1943 : Die Hochstaplerin
- 1943 : Titanic, de Herbert Selpin et Werner Klingler
- 1944 : Das Leben ruft
- 1949 : Die letzte Nacht
- 1950 : Die Lüge
- 1950 : Kronjuwelen
- 1952 : Illusion in Moll
- 1953 : Das Haus an der Küste

## Littérature
- Brigitte Tast, Hans-Jürgen Tast: Dem Licht, dem Schatten so nah. Aus dem Leben der Sybille Schmitz, Kulleraugen - Visuelle Kommunikation Nr. 46, Schellerten 2015,  (ISBN 978-3-88842-046-7)